# Apoula Edel
Apoula Edima Bete Edel (Yaoundé, 17 giugno 1986) è un ex calciatore camerunese naturalizzato armeno, di ruolo portiere.

## Statistiche

### Cronologia presenze e reti in nazionale
| Cronologia completa delle presenze e delle reti in nazionale ― Armenia | Cronologia completa delle presenze e delle reti in nazionale ― Armenia | Cronologia completa delle presenze e delle reti in nazionale ― Armenia | Cronologia completa delle presenze e delle reti in nazionale ― Armenia | Cronologia completa delle presenze e delle reti in nazionale ― Armenia | Cronologia completa delle presenze e delle reti in nazionale ― Armenia | Cronologia completa delle presenze e delle reti in nazionale ― Armenia | Cronologia completa delle presenze e delle reti in nazionale ― Armenia |
| Data                                                                   | Città                                                                  | In casa                                                                | Risultato                                                              | Ospiti                                                                 | Competizione                                                           | Reti                                                                   | Note                                                                   |
| ---------------------------------------------------------------------- | ---------------------------------------------------------------------- | ---------------------------------------------------------------------- | ---------------------------------------------------------------------- | ---------------------------------------------------------------------- | ---------------------------------------------------------------------- | ---------------------------------------------------------------------- | ---------------------------------------------------------------------- |
| 19-2-2004                                                              | Pafo                                                                   | Armenia                                                                | 3 – 3 (5 - 6 dtr)                                                      | Kazakistan                                                             | Amichevole                                                             | -                                                                      | 87’                                                                    |
| 21-2-2004                                                              | Nicosia                                                                | Armenia                                                                | 2 – 0                                                                  | Georgia                                                                | Amichevole                                                             | -                                                                      |                                                                        |
| 13-10-2004                                                             | Erevan                                                                 | Armenia                                                                | 0 – 3                                                                  | Rep. Ceca                                                              | Qual. Mondiali 2006                                                    | -3                                                                     |                                                                        |
| 17-11-2004                                                             | Erevan                                                                 | Armenia                                                                | 1 – 1                                                                  | Romania                                                                | Qual. Mondiali 2006                                                    | -1                                                                     |                                                                        |
| 18-3-2005                                                              | Abu Dhabi                                                              | Kuwait                                                                 | 3 – 1                                                                  | Armenia                                                                | Amichevole                                                             | -3                                                                     |                                                                        |
| 17-8-2005                                                              | Amman                                                                  | Giordania                                                              | 0 – 0                                                                  | Armenia                                                                | Amichevole                                                             | -                                                                      |                                                                        |
| Totale                                                                 |                                                                        | Presenze                                                               | 6                                                                      |                                                                        | Reti                                                                   | -7                                                                     |                                                                        |

| Cronologia completa delle presenze e delle reti in nazionale ― Armenia under 19 | Cronologia completa delle presenze e delle reti in nazionale ― Armenia under 19 | Cronologia completa delle presenze e delle reti in nazionale ― Armenia under 19 | Cronologia completa delle presenze e delle reti in nazionale ― Armenia under 19 | Cronologia completa delle presenze e delle reti in nazionale ― Armenia under 19 | Cronologia completa delle presenze e delle reti in nazionale ― Armenia under 19 | Cronologia completa delle presenze e delle reti in nazionale ― Armenia under 19 | Cronologia completa delle presenze e delle reti in nazionale ― Armenia under 19 |
| Data                                                                            | Città                                                                           | In casa                                                                         | Risultato                                                                       | Ospiti                                                                          | Competizione                                                                    | Reti                                                                            | Note                                                                            |
| ------------------------------------------------------------------------------- | ------------------------------------------------------------------------------- | ------------------------------------------------------------------------------- | ------------------------------------------------------------------------------- | ------------------------------------------------------------------------------- | ------------------------------------------------------------------------------- | ------------------------------------------------------------------------------- | ------------------------------------------------------------------------------- |
| 4-10-2003                                                                       | Lutsk                                                                           | Bosnia ed Erzegovina under 19                                                   | 1 – 4                                                                           | Armenia under 19                                                                | Qual. Europeo Under-19 2004                                                     | -1                                                                              |                                                                                 |
| 18-7-2005                                                                       | Lurgan                                                                          | Norvegia under 19                                                               | 2 – 0                                                                           | Armenia under 19                                                                | Europeo Under-19 2005                                                           | -2                                                                              |                                                                                 |
| 20-7-2005                                                                       | Ballymena                                                                       | Armenia under 19                                                                | 1 – 1                                                                           | Inghilterra under 19                                                            | Europeo Under-19 2005                                                           | -1                                                                              |                                                                                 |
| 23-7-2005                                                                       | Lurgan                                                                          | Armenia under 19                                                                | 0 – 1                                                                           | Francia under 19                                                                | Europeo Under-19 2005                                                           | -1                                                                              |                                                                                 |
| Totale                                                                          |                                                                                 | Presenze                                                                        | 4                                                                               |                                                                                 | Reti                                                                            | -5                                                                              |                                                                                 |

## Palmarès

### Club
- Campionato armeno: 2

Pyunik Erevan: 2004, 2005
- Coppa d'Armenia: 1

Pyunik Erevan: 2004
- Supercoppa d'Armenia: 1

Pyunik Erevan: 2004
- Coppa di Romania: 1

Rapid Bucarest: 2005-2006
- Coppa di Lega francese: 1

Paris Saint-Germain: 2007-2008
- Coppa di Francia: 1

Paris Saint-Germain: 2009-2010
- Coppa di Stato: 1

Hapoel Tel Aviv: 2011-2012
- Indian Super League: 2

Atlético de Kolkata: 2014
Chennaiyin: 2015

### Individuale
- Indian Super League Golden Glove: 1

Chennaiyin: 2015